# Karamazovi
Karamazovi é um filme tcheco de 2008 dirigido e escrito por Petr Zelenka. Foi selecionado como representante da República Tcheca à edição do Oscar 2009, organizada pela Academia de Artes e Ciências Cinematográficas.